# Stora Öretjärnen (Bollebygds socken, Västergötland, 640196-131532)
Stora Öretjärnen är en sjö i Bollebygds kommun i Västergötland och ingår i Rolfsåns huvudavrinningsområde.